# Zita Urbonaitė
Zita Urbonaitė (Šiauliai, 3 de setembre de 1973 - Montebelluna, Itàlia, 26 de maig de 2008) va ser una ciclista lituana que fou professional del 1999 al 2006. Va guanyar el Campionat nacional en ruta de 2002.
Va morir al suïcidar-se, tirant-se a les vies del tren a Montebelluna, on residia.

## Palmarès
- 2000
  - 1a al Gran Premi de la Mutualite de la Haute-Garonne
- 2000
  - Vencedora d'una etapa a la Volta a Suïssa
- 2002
  -  Campiona de Lituània en ruta